# Dan Jones
Dan Gwynne Jones (Reading, 27 juli 1981) is een Brits journalist, historicus en tv-presentator.

## Biografie
Dan Jones werd geboren in Reading in een Welsh gezin. Hij studeerde aan het Pembroke College van de Universiteit van Cambridge waar hij les kreeg van David Starkey. Zijn eerste boek The Peasants Revolt verscheen in 2009. Zijn tweede boek over het Huis Plantagenet werd omgezet in een documentaire-serie op Channel 5 onder de naam Britain's Bloodiest Dynasty dat Jones zelf ook presenteerde. Daarnaast werkt hij als columnist voor de London Evening Standard.

## Tv-presentator
- The Great Fire: In Real Time, 2017
- Elizabeth I, 2017
- Secrets of Great British Castles, 2015-2016
- Henry VIII and His Six Wives, 2016
- Britain's Bloodiest Dynasty, 2014